# Аналитический центр
Аналити́ческий це́нтр, экспертно-аналитический центр, «мозговой центр» (англ. brain trust, англ. think tank — «мозговой трест») — научно-исследовательская аналитическая организация.  
Типичная специализация аналитических центров — социальные и гуманитарные науки. Потребность существования и основа процветания аналитических центров в том, что люди предпочитают высказывания независимых экспертов, а не мнения действующих политиков и бюрократов.

## История
Первым известным в истории случаем использования группы экспертов в государственном вопросе стало обращение министра финансов США в 1832 году к филадельфийскому институту Франклина, в котором он предложил учёным найти причины участившихся взрывов котлов на американских пароходах. Опыт оказался удачным, и сотрудничество американского правительства с научными центрами стало постоянным.
В начале XX века в США появились независимые от правительства «фабрики мысли» (англ. think tanks, буквально — «резервуар для мыслей») — организации, проводящие исследования и оказывающие консультации. Предпосылками к их появлению стали разделение ветвей власти, развитие гражданского общества, в том числе культуры благотворительности и участия граждан в общественной жизни, здоровое недоверие граждан к чиновникам и ограничение влияния государства на общество, стремление граждан объединяться по интересам, а не присоединяться к политическим партиям. Граждане стали предпочитать слушать независимых экспертов, а не политиков и бюрократов, и аналитические центры стали популярны.
Первым think tank считается Королевский объединённый институт оборонных исследований (RUSI), первый think tank в США - Фонд Карнеги за международный мир, основанный в 1910 году филантропом Эндрю Карнеги.
Словосочетание «brain trust» первым использовал американский журналист Аллен Уайт в своей статье, опубликованной в журнале «Saturday Evening Post» 21 марта 1903 года. Это выражение стало популярным и приобрело значение идиомы после статьи Дж. М. Кирана в газете «Нью-Йорк таймс», где он назвал «мозговым трестом» (Brain trust) профессоров, которые были советниками Франклина Рузвельта в ходе его президентской предвыборной кампании 1932 года и способствовали его победе. После этого словосочетание «мозговой трест» стало широко использоваться для обозначения сообщества экспертов, совместно разрабатывающих новые проекты, предлагающих новые идеи, ищущих способы решения поставленных задач.
«Мозговые центры» реализуют оригинальные исследования и образовательные программы, направленные на обучение и оказание воздействия на политиков и лиц, формирующих общественное мнение по широкому кругу экономических, социальных, политических, экологических вопросов и проблем безопасности. Кроме того, они выступают инструментом общественного контроля, а следовательно, влияют на цели и ценности общества.

## Описание
Аналитические центры («фабрики мысли») проводят исследования значимых вопросов социума, политики и культуры, результаты которых используют государственные структуры, коммерческие организации, СМИ, общественные движения, политические партии и другие организации. Среди «фабрик мысли» встречаются как независимые НКО, так и связанные с научными центрами, университетами, аффилированые с государством, политической партией или корпорацией.

### Классификация
Основные типы аналитических центров:
- академические — исследовательские организации, поддерживаемые научным сообществом, похожие на университеты без студентов;
- консалтинговые — политически ангажированные организации, связанные с государственными органами;
- правозащитные — аналитические организации со своими ценностями и миссией, они помимо создания аналитики пропагандируют свои идеи.

Наибольшего развития «мозговые центры» достигли в западном мире. По доминантным целевым областям деятельности «мозговые центры» можно разделить на:
- исследовательско-издательские;
- лоббистские;
- правозащитные;
- культурологические;
- целевые.

По широте проблем, которые они рассматривают и изучают: мировые (например, «Корпорация „Исследования и разработка“», англ. RAND — первая в мире организация, которую стали называть «фабрикой мысли», think tank, «Римский клуб», «Национальный фонд демократии» в США), общегосударственные и региональные.
По политической ориентации: политически ангажированные («мозговые центры» при политических партиях и движениях) и политически независимые. По мнению Джона Тодда Стюарда, бывшего посла США в Молдове, а ныне заместителя директора Института международной экономики в Вашингтоне, успешные аналитические центры должны объединять интеллектуальное совершенство с практическим совершенством.
Помимо прочего, мозговые центры являются органами пропаганды, поэтому общественные деятели называют их «пятой властью».